# 東征大総督
東征大総督（とうせいだいそうとく）は、旧江戸幕府軍勢力制圧のために明治新政府によって設置された臨時の軍司令官である。

## 来歴
鳥羽・伏見の戦いにおいて設置された征討大将軍の職が廃止された後、慶応4年（1868年）2月9日、新政府は東征大総督府を設置し、新政府の総裁に任命されていた有栖川宮熾仁親王を総裁在任のまま東征大総督に任命し、先行して設置されていた東海道、東山道、北陸道の鎮撫使を改めて先鋒総督兼鎮撫使として東征大総督府の指揮下に置いた。
東征大総督府参謀には正親町公董と西四辻公業が、下参謀には広沢真臣が任命されたが、広沢はすぐ辞任し、西郷隆盛と林通顕が任命された。また、軍監として江藤新平が就任した。
東征大総督には戦争の指揮権や、徳川家および諸藩処分の裁量権などが与えられた。
同年2月15日、有栖川宮熾仁親王は東征に際して明治天皇から錦旗と節刀を授けられ、京都を出発した。同年4月には江戸開城を成し遂げ、同年5月には江戸鎮台及び会津征討大総督を兼任した。同年10月に東征大総督を免ぜられた。

## 任命
- 御親征東海道先鋒総督軍参謀・西郷隆盛
- 御親征東山道先鋒総督軍参謀・板垣退助